# Верхошижемское городское поселение
Верхошижемское городское поселение — муниципальное образование в составе Верхошижемского района Кировской области России.
Административный центр — посёлок городского типа Верхошижемье.
Площадь территории муниципального образования составляет 217,53 км².

## История
Верхошижемское городское поселение образовано 1 января 2006 года согласно Закону Кировской области от 07.12.2004 № 284-ЗО.
30 апреля 2009 года Законом Кировской области № 369-ЗО в состав поселения включены населённые пункты бывшего Верхолиповского сельского поселения.

## Население
| 2009  | 2010  | 2011  | 2012  | 2013  | 2014  | 2015  |
| ----- | ----- | ----- | ----- | ----- | ----- | ----- |
| 4528  | ↗4812 | ↘4361 | ↗4819 | ↘4698 | ↘4663 | ↘4633 |
| 2016  | 2017  | 2018  | 2019  | 2020  | 2021  |       |
| ↘4577 | ↘4549 | ↘4467 | ↘4403 | ↘4358 | ↘3926 |       |

## Состав
В состав поселения входят 11 населённых пунктов (население, 2010):
- посёлок Верхошижемье — 4357 чел.;
- деревня Бабичи — 2 чел.;
- деревня Большие Кулики — 126 чел.;
- деревня Большие Медянцы — 0 чел.;
- село Верхолипово — 179 чел.;
- деревня Исуповы — 128 чел.;
- деревня Казань — 2 чел.;
- деревня Логушины — 2 чел.;
- деревня Морозы — 3 чел.;
- деревня Москва — 10 чел.;
- деревня Поповщина — 3 чел.